# アドニトキシン
アドニトキシン（Adonitoxin）は、フクジュソウ（Adonis ramosa）などに含まれる強心配糖体である。
フクジュソウの全草に、シマリンとともに含まれ、高い水溶性がある。摂取すると嘔吐や心臓麻痺を引き起こし、誤って摂取し死亡した事例もある。フクジュソウはフキノトウなどと誤認されることがある（フクジュソウにはアドニトキシン約0.25%が含まれている）。
フクジュソウは心臓病に効果があるとの言い伝えがあり、植物解説書等にも記載例がある。今より民間療法が一般的であったときには、心臓病に悩む人がこれを信じ、自己流にフクジュソウの根を煎じて服用し死亡する例があった。